# یان اوگه
یان اوگه (انگلیسی: Yann Huguet؛ زادهٔ ۲ مهٔ ۱۹۸۴) دوچرخه‌سوار اهل فرانسه است.